# Haus der Begegnung Eisenstadt

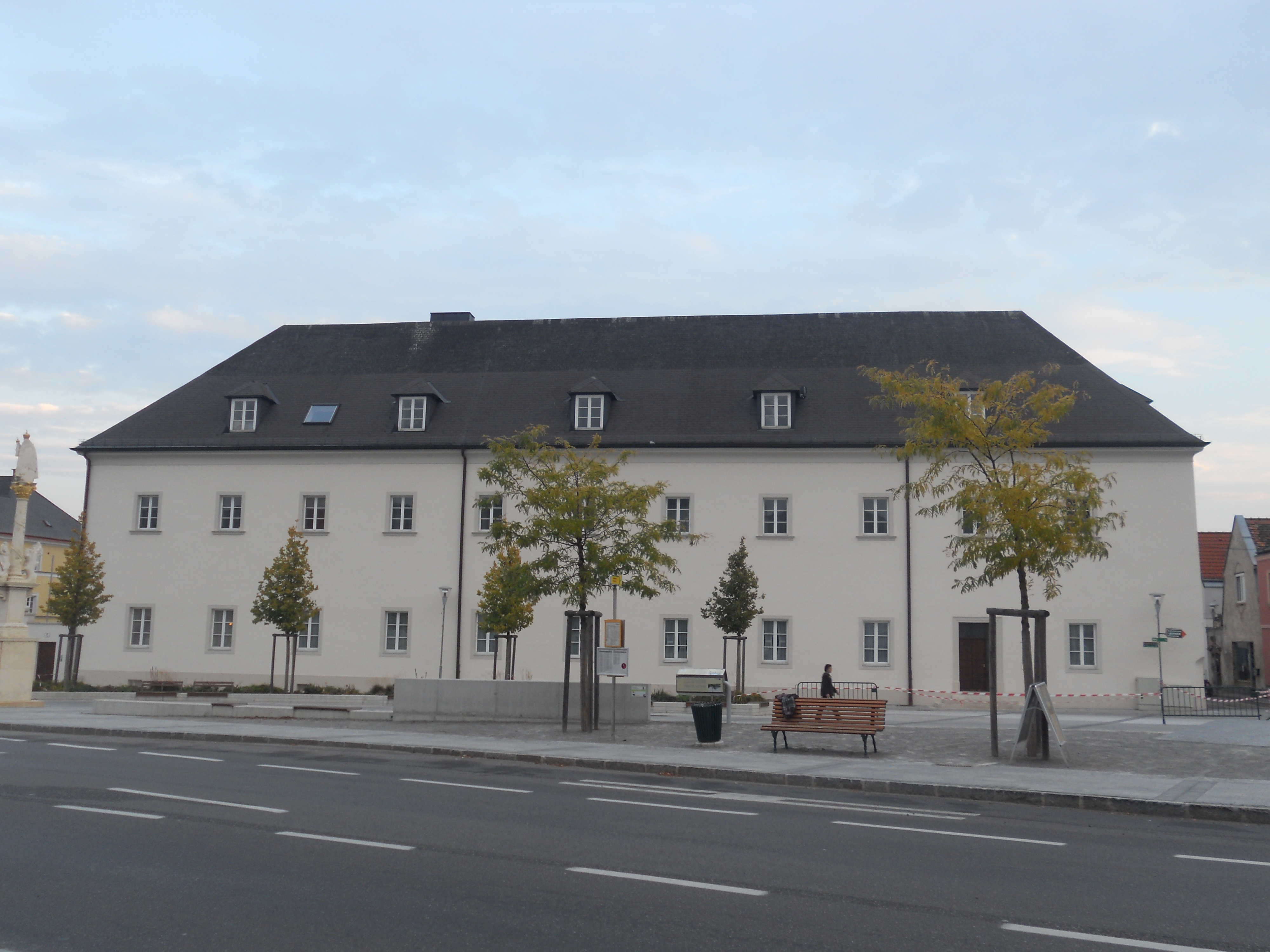
Haus der Begegnung (2011)

Das Haus der Begegnung Eisenstadt ist ein Bildungshaus der Diözese Eisenstadt in der Landeshauptstadt Eisenstadt im Burgenland. Das ehemalige Propsteigebäude steht unter Denkmalschutz

## Geschichte
Das Gebäude war anfangs ein Armenhaus. Nach der Gründung eines zweiten Franziskanerkloster in Eisenstadt wurde das Armenhaus ab 1711 adaptiert und als Klostergebäude genutzt. Von 1757 bis 1766 erfolgte ein Um- bzw. Neubau des Klostergebäudes. Nachdem 1787 im Zuge der Josephinischen Reformen das Kloster aufgelöst worden war, wurde ab 1794 darin die Schlosspropstei untergebracht (Sitz des Pfarrers der Pfarrgemeinde Schlossgrund-Oberberg). Anfang des 20. Jahrhunderts diente das Gebäude als Kaserne, dann war darin das 1933 gegründete Knabenseminar untergebracht, später wurde es als Schülerheim benützt. Nach 1945 waren die Handelskammer und das Landesfeuerwehrkommando und viele verschiedene andere Einrichtungen hier untergebracht. 1963 übergab Fürst Paul V. Esterházy im Zuge der Patronatsablösen das Haus der Diözese Eisenstadt. Diese ließ das Gebäude ab 1967 sanieren und nach Abschluss der Sanierung erfolgte am 11. November 1969 die feierliche Segnung durch Bischof Stefan Laszlo als Haus der Begegnung.
In diesem Gebäude wurden auch 20 Jahre lang bis zur Eröffnung der Landesfeuerwehrschule in Eisenstadt im Jahr 1968 auch Kurse der Feuerwehr abgehalten.
Eine weitere umfangreiche Sanierung fand von 1997 bis 1998 statt.

## Architektur

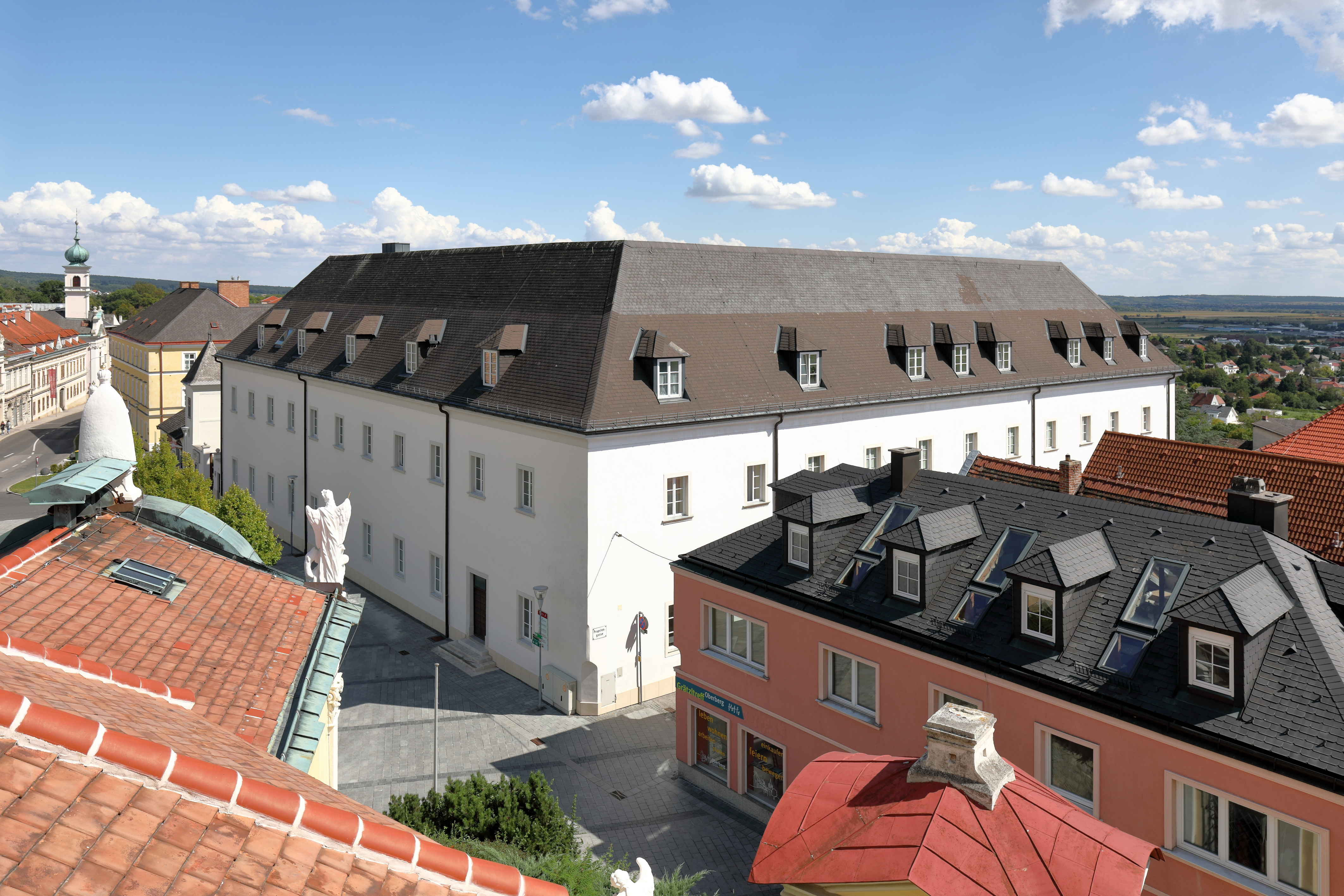
Blick vom Kalvarienberg auf das Haus der Begegnung (2017)

Der große 4-Flügel-Bau um einen quadratischen Hof hat eine schmucklose Fassade. Über dem straßenseitigen Tor ist ein kleines Wappen der Esterházy. Auch am quadratischen Türmchen mit einem geschweiften Giebel beim Einfahrtstor ist ein kleines Wappen der Esterházy. Die Räume des Gebäudes sind teils kreuzgratgewölbt und teils tonnengewölbt. Das Bildungshaus hat eine Kapelle, welche auf die heiliggesprochene Edith Stein geweiht wurde.